# Евро-5

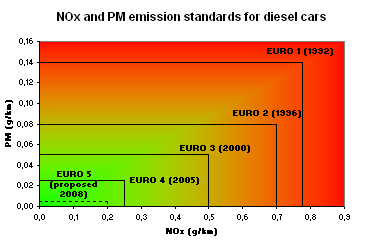
На рисунке показаны ограничения, накладываемые разными версиями стандарта Евро-х на дизельные автомобили

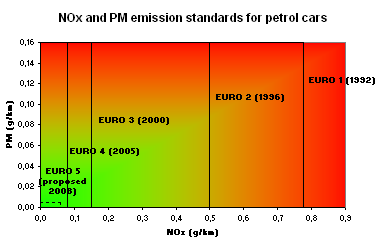
На рисунке показаны ограничения, накладываемые разными версиями стандарта Евро-х на бензиновые автомобили. До введения стандарта Евро-5 выбросы сажи не учитывались

Евро-5 — экологический стандарт, регулирующий содержание вредных веществ в выхлопных газах автомобилей.
Стандарт обязателен для всех новых грузовых автомобилей, продаваемых в Евросоюзе с октября 2008 года. Для легковых автомобилей — с 1 сентября 2009 года.
В России стандарт Евро-5 действует на все автомобили с 1 января 2016 года.
Нормы по выбросам: СН — до 0,05 г/км, CO — до 0,8 г/км и NOy — до 0,06 г/км.
Технический регламент также предусматривает выпуск в обращение автомобильных бензинов и дизельного топлива стандарта не ниже Евро-2 до 31 декабря 2012 года, Евро-3 — до 31 декабря 2014 года, Евро-4 — до 30 июня 2016 года, Евро-5 — с 1 июля 2016 года.

## Введение экологического стандарта Евро-5 в России
В соответствии с Техническим регламентом № 609 «О требованиях к выбросам автомобильной техникой, выпускаемой в обращение на территории Российской Федерации, вредных (загрязняющих) веществ» экологический класс Евро-5 был введён с 1 января 2016 года. С этого времени все автомобили, попадающие на территорию России, должны соответствовать данному экологическому стандарту. Это касается как транспортных средств, производимых на отечественных заводах, так и всего транспорта, ввозимого на территорию страны из-за границы: и нового, и подержанного; и для личных целей, и для коммерческого использования.
Позднее Правительство приняло решение продлить на полгода — до 1 июля 2016 года — сроки оборота бензина класса 4 («Евро-4»), при этом в Москве сроки не сдвигались.

## Соответствие автомобилей стандарту Евро-5
Пробег автомобиля, в течение которого должны поддерживаться установленные требования по экологии, увеличен до 160 тыс. км (80 тыс. км в Евро-4). Существенно увеличены так называемые «коэффициенты ухудшения». Для автомобилей с двигателями с искровым зажиганием они составляют: CO — 1,5; ТНС — 1,3; NOx — 1,6 (вместо значения 1,2 для всех компонентов Евро-4). Это означает, что при сертификационных испытаниях автомобилей должен быть обеспечен значительно больший запас по отношению к установленным предельным значениям выбросов, чем это требовалось ранее, за исключением случаев переоборудования двигателей под экологический стандарт Евро-5 в соответствии с Правилами ЕЭК ООН № 49, 83. Таким образом, соответствие автомобиля экологическому классу Евро-5 может определяться не только по году выпуска, но и также по некоторым техническим особенностям, например пробег, наличие систем снижения вредных выбросов или переоборудование двигателя под стандарт Евро-5.
Правилами ЕЭК ООН № 83-06 установлены предельные значения, при которых выбросы автомобиля могут соответствовать экологическому классу Евро-5 (за исключением случаев переоборудования). Так, практически все европейские производители снизили вредные выбросы до предельных значений соответствия нормам Евро-5 с 1 сентября 2009 года. Ведущие производители, такие как General Motors, с конца 2008 года, Mopar и Ford, с середины 2009 года. Такие концерны, как Ауди и Мерседес-Бенц удовлетворили требованиям новых правил также с середины 2009 года. Таким образом, условно, реальное действие экологического стандарта Евро-5 в странах Евросоюза и США установилось в 2009 году. Следовательно, соответствие ввозимых автомобилей экологическому классу Евро-5 в России устанавливается на автомобили европейского производства после 1 сентября 2009 года, производства США — с 1 января 2009 года.

## Переоборудование под Евро-5, сертификат и таможня
Учитывая, что базы данных по экологии будут полностью обновлены, получение сертификата и проведение соответствующего переоборудования будет необходимо на все ввозимые автомобили. Документы о переоборудовании двигателя необходимо будет предоставить на все автомобили старше 2009 года выпуска или несоответствующие нормам Евро-5 по другим причинам. Правила № 83-06, вступившие в силу с 9 декабря 2010 года, содержат требования Евро-5 и распространяются на автомобили категорий М1, М2, N1, N2 с контрольной массой до 2610 кг (Правила № 83-05 — на автомобили с максимальной массой до 3500 кг).
Процедуры определения потребления энергии и выбросов СО (для АТС категорий М1, N1) регламентируются Правилами № 101 ЕЭК ООН. В случае переоборудования автомобилей под экологический стандарт Евро-5 собственник транспортного средства предоставляет в таможенный орган Протокол сертификационных испытаний и Сертификат соответствия техническому регламенту. Согласно совместному приказу ФТС России и ГИБДД, все сертификаты, выданные на автомобили старше 2010 года выпуска иначе, чем на основании документов о переоборудовании двигателя, будут аннулированы в установленном порядке.
В 2014 году в рамках ГДЗЭ создана и начнёт работу специализированная группа по разработке процедур испытаний коммерческих ТС и автобусов с гибридными силовыми установками по определению выбросов вредных веществ и потребления энергии. При определении концепции метода испытаний рассматривались два основных подхода: испытание комплектного транспортного средства на стенде с беговыми барабанами, по аналогии с методикой испытаний легковых гибридных автомобилей по Правилам ЕЭК ООН № 83 и № 101, и испытания двигателя внутреннего сгорания на моторном стенде в сочетании с моделированием гибридной силовой установки, так называемый метод HILS.